# An Elopement in Rome
An Elopement in Rome è un cortometraggio muto del 1914 diretto e interpretato da Marshall Neilan protagonista insieme a Ruth Roland.
Il film venne prodotto dalla Kalem e distribuito dalla General Film Company, che lo fece uscire nelle sale il 26 giugno 1914.

## Distribuzione
Nelle proiezioni, veniva programmato con il sistema dello split reel, accorpato in un'unica bobina con un altro cortometraggio prodotto dalla Kalem, il documentario Labor Demonstration in Hyde Park, London.